# Üllő

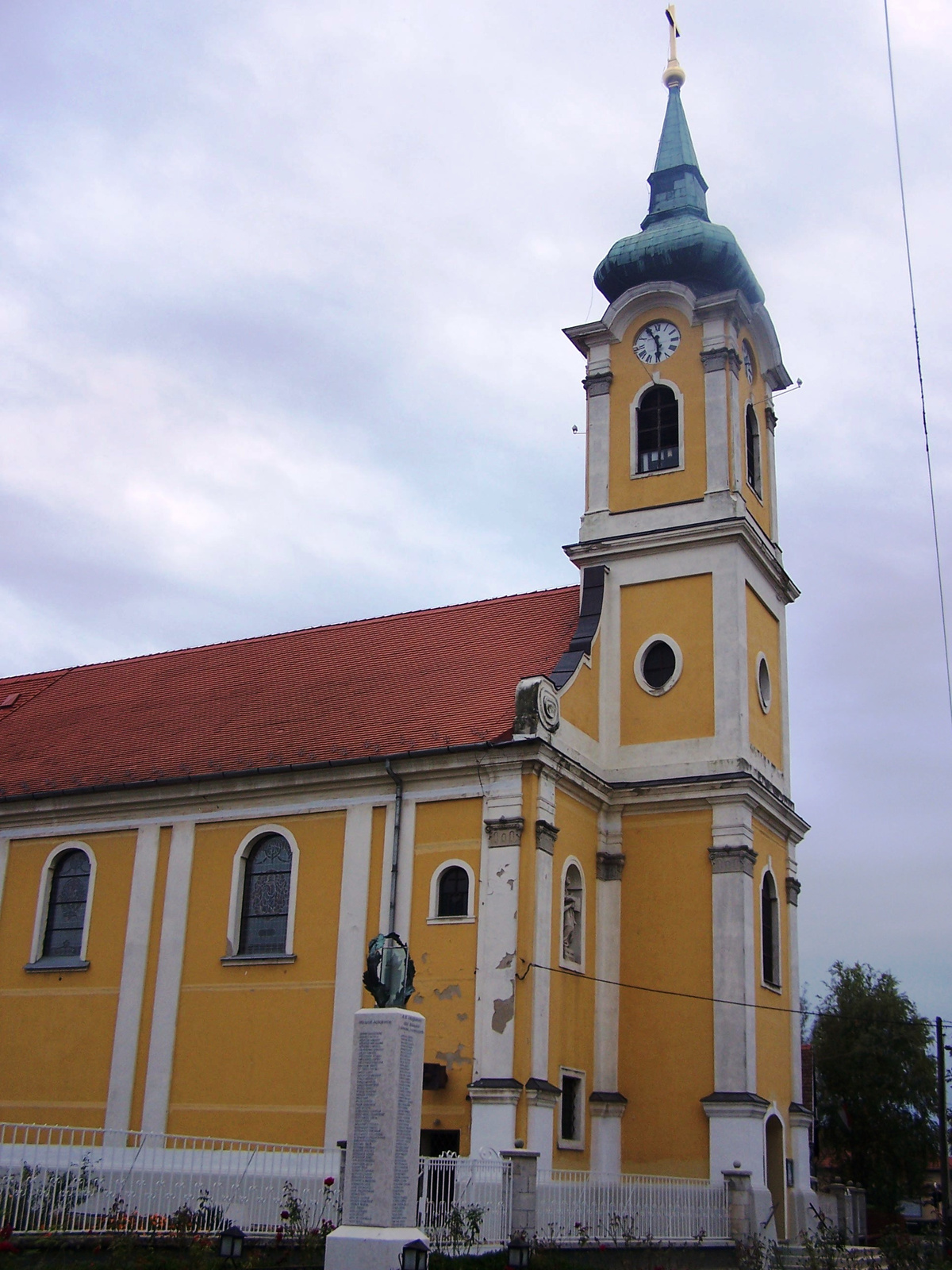
Römisch-katholische Kirche Keresztelő Szent János, Üllő (2010)

Üllő ist eine ungarische Stadt im Kreis Vecsés im Komitat Pest.

## Geschichte
Üllő wurde 1252 erstmals urkundlich erwähnt.

## Söhne und Töchter der Stadt
- Réka György (* 1996), Schwimmerin